# شيماني أزرق الزعانف
شيماني أزرق الزعانف (الاسم العلمي: Carangoides coeruleopinnatus) (بالإنجليزية: Coastal trevally)‏ هو نوع من الأسماك يتبع جنس الشيماني من فصيلة الشيميات.